# 施特爾梅德巴赫河
51°41′00″N 8°28′36″E / 51.683359°N 8.476534°E
施特爾梅德巴赫河（德語：Störmeder Bach），是德國的河流，位於該國西部，處於北萊茵-威斯特法倫州，屬於布蘭登鮑姆巴赫河的左支流，河道全長16.9公里，流域面積65.6平方公里。